# MX-запис
MX-запис (від англ. mail exchanger) — це один з типів записів DNS, що вказує спосіб маршрутизації електронної пошти. MX-записи для даного домену вказують сервери, на які потрібно відправляти електронну пошту, призначену для адрес в даному домені. Крім того, MX-записи вказують пріоритет кожного з можливих серверів для відправки.
Ім'я хоста, зазначеного в MX-записі, повинне містити IP-адресу, визначену за допомогою запису типу A. Псевдоніми CNAME не можуть мати своїх MX-записів.
Щоб відправити електронну пошту на певну адресу, сервер-відправник робить DNS-запит, запитуючи MX-запис домену одержувача електронного повідомлення (тобто частини адреси після символу «@»). В результаті запиту повертається список імен хостів поштових серверів, що приймають пошту для даного домену, а також величина пріоритету для кожного з хостів. Сервер-відправник потім намагається встановити SMTP-з'єднання з одним з цих хостів, починаючи з того, у кого значення величини пріоритету найменше, перебираючи кожний з них, поки не вдасться встановити з'єднання принаймні з одним з них. Якщо ж є кілька хостів з однаковими пріоритетами, то повинні бути зроблені спроби встановити з'єднання з кожним з них.
Механізм MX-записів надає можливість використовувати безліч серверів для одного домену та впорядкування їх використання в цілях зменшення навантаження і збільшення ймовірності успішної доставки пошти. Крім того, такий механізм надає можливість розподілити обробку вхідної пошти серед кількох фізичних серверів.

## Особливості обробки MX при маршрутизації пошти
Для одного домену може бути вказано декілька поштових серверів з різними пріоритетами. Якщо з якихось причин пошта доставляється на сайт з відносно низьким пріоритетом (тобто великим числом MX), то цей вузол, при рішенні про маршрутизацію (релеїнг) на вузол-одержувач (на будь-який з вузлів з максимальним пріоритетом), ігнорує свій MX-запис і MX-записи з пріоритетом, нижчим, ніж у себе. Для правильного виключення самого себе зі списку адрес для доставки пошти, в MX-записах повинні зазначатися тільки канонічні імена. У випадку некоректних налаштувань можуть з'явитися цикли (коли сервер намагається доставити пошту самому собі).

## Приклади запиту MX-запису

### За допомогою утиліти host вUNIX-подібнихОС
За допомогою утиліти host в ОС GNU/Linux, FreeBSD і т. п. створимо запит на запис MX для домену wikipedia.org.
```
 $ host -t mx wikipedia.org.
 wikipedia.org mail is handled by 50 lists.wikimedia.org.
 wikipedia.org mail is handled by 10 mchenry.wikimedia.org.
```

Тут список поштових серверів, що обслуговують пошту домену, представлений двома хостами: lists.wikimedia.org і mchenry.wikimedia.org. MX-пріоритети у них 50 і 10 відповідно. Таким чином, при спробі доставити пошту адресату в домені wikipedia.org першим буде обраний сервер mchenry.wikimedia.org.

### За допомогою утиліти nslookup
За допомогою утиліти nslookup в ОС сімейства Microsoft Windows запитаємо запис MX для домену wikipedia.org.
```
 C:\>nslookup -type=mx wikipedia.org ns2.wikimedia.org
 Server: ns2.wikimedia.org
 Address: 91.198.174.4

 wikipedia.org MX preference = 50, mail exchanger = lists.wikimedia.org
 wikipedia.org MX preference = 10, mail exchanger = mchenry.wikimedia.org
 lists.wikimedia.org internet address = 91.198.174.5
 mchenry.wikimedia.org internet address = 208.80.152.186
```

Примітка: приблизно так само працює nslookup в UNIX.